# Częściowy współczynnik bezpieczeństwa
Częściowy współczynnik bezpieczeństwa – rozwinięcie koncepcji współczynnika bezpieczeństwa.
{\displaystyle n={\frac {\sigma _{dop}}{\sigma _{red}}},}
gdzie {\displaystyle \sigma _{red}} jest naprężeniem zredukowanym w sensie odpowiedniej hipotezy wytężeniowej natomiast {\displaystyle \sigma _{dop}} jest dopuszczalnym naprężeniem (zredukowanym) odpowiednim dla danego materiału.
Warunek projektowania przyjmuje więc postać
{\displaystyle \sigma _{red}<{\frac {\sigma _{dop}}{n}}}
lub równoważnie:
{\displaystyle n\;\sigma _{red}<\sigma _{dop}.}
Wprowadzając częściowe współczynniki (czasami zwane też rozdzielonymi współczynnikami) można zapisać:
{\displaystyle \sigma _{red}\;\gamma _{o}<\sigma _{dop}/\gamma _{m},}
gdzie {\displaystyle \gamma _{o}>1} jest współczynnikiem powiększającym obciążenie (naprężenie) natomiast {\displaystyle \gamma _{m}>1} współczynnikiem zmniejszającym wytrzymałość.
W takim ujęciu pozornie niewiele to wnosi, gdyż {\displaystyle n=\gamma _{o}\times \gamma _{m}} jednak {\displaystyle \gamma _{m}} staje się współczynnikiem zależnym tylko od materiału (jego jednorodności, jakości itd.), czyli ogólnie rozrzutu cech materiałowych. Natomiast {\displaystyle \gamma _{o}} staje się współczynnikiem zależnym tylko od cech obciążenia. W ten sposób wytwórca materiału jest odpowiedzialny za określenie {\displaystyle \gamma _{m},} gdyż dysponuje wszystkimi informacjami o materiale. Natomiast projektant określa {\displaystyle \gamma _{o},} gdyż posiada informacje o zmienności obciążenia, niepewności oceny stanu wytężenia, ryzyka jakie niesie przekroczenie wytrzymałości itd.
Koncepcja ta wnosi nową jakość dopiero, kiedy obciążenie (bądź cechy materiału) nie są zależne od jednej zmiennej. Jeśli naprężenie jest wynikiem działania dwu (lub więcej) niezależnych obciążeń o różnym stopniu zmienności, to koncepcja ta pozwala znacznie lepiej projektować, bez zbędnych zapasów bezpieczeństwa, ale też bez nadmiernego ryzyka. Przykładowo, kiedy obciążenie składa się w przeważającej mierze z części o niewielkim rozrzucie (np. ciężar własny) oraz w niewielkim stopniu z części o dużym rozrzucie to wynikowe obciążenie (wytężenie) będzie można obliczyć jako:
{\displaystyle \sigma _{red}^{(1)}\;\gamma _{o}^{(1)}+\sigma _{red}^{(2)}\;\gamma _{o}^{(2)}<\sigma _{dop}/\gamma _{m},}
gdzie {\displaystyle \sigma _{red}^{(1)}} jest duże, ale {\displaystyle \gamma _{o}^{(1)}} jest umiarkowane, natomiast {\displaystyle \sigma _{red}^{(2)}} jest małe, ale {\displaystyle \gamma _{o}^{(2)}} jest duże.
Prowadzi to do wartości charakterystycznych i obliczeniowych.